# Hadopyrgus anops
Hadopyrgus anops är en snäckart som beskrevs av Frank Climo 1974. Hadopyrgus anops ingår i släktet Hadopyrgus och familjen tusensnäckor. Inga underarter finns listade i Catalogue of Life.